# حزب کمونیست کارگری بوسنی و هرزگوین
حزب کارگری بوسنی و هرزگوین (به صربی: Radničko-komunistička partija Bosne i Hercegovine Serbo-) حزبی با ایدئولوژی کمونیسم است. این حزب در سال ۲۰۰۰ پس‌از فروپاشی جمهوری فدرال سوسیالیستی یوگسلاوی در کشور بوسنی و هرزگوین بنیان‌گذاشته شد.